# George Watt
George Watt, CIE M.B., C.M., F.L.S., LL.D. (24 de abril de 1851 – 2 de abril de 1930) fue un médico, profesor de botánica, reportero, y editor escocés. Fue especialista en la taxonomía de la familia Malvaceae con énfasis en el género Gossypium.

## Biografía
Nació en Old Meldrum, Aberdeenshire, Escocia, tercer hijo de John Watt. Fue educado en la Grammar School, King's College, y Mariscal College, Aberdeen, y luego a la Universidad de Aberdeen y la Universidad de Glasgow, graduándose como Doctor de Medicina. Luego aceptó el puesto de Profesor de Botánica, en la Universidad de Calcuta, de 1873 a 1874 a fin de facilitar sus intereses botánicos.
Otras tareas que emprendió durante su tiempo en la India incluyen:
- 1882: deberes especiales en relación con la Comisión de Fronteras Birmania-Manipur como Oficial Médico;
- 1881: subsecretario científico, Gobierno de la India;
- 1884: a cargo de la Sección de la India de la Exposición Internacional de Calcuta;
- Comisionado Colonial en la Exposición india, Londres, 1885-1886;
- 1887-1903: reportero del Gobierno de la India sobre productos económicos;
- 1892: gobernador del Instituto Imperial;
- 1892-1903: editor de la Ledger Agricultoral;
- 1894: presidente de la Sección Farmacológica del Congreso Médico de la India;
- a cargo del Museo Industrial de Calcuta, 1894-1803;
- 1901: secretario honorario del Comité de Medicamentos indígenas de la India;
- 1903: director, de la Exhibición de Arte de la India, Delhi.[3]

Su Diccionario de Productos Comerciales de la India (1889–90) en diez volúmenes; tal vez la mayor compilación de plantas comerciales en India, en términos de gama y profundidad. La compilación incluye la descripción de plantas no agrícolas.
Se retiró en 1906. Falleció en Lockerbie, Escocia en 1930.

## Otras publicaciones
- Indian Art at Delhi 1903: Being the Official Catalogue of the Delhi Exhibition 1902-1903. Art, Architecture, Antiquities Series. Edición	ilustrada, reimpresa de 1987 de Motilal Banarsidass Publ. 546 p. ISBN 81-208-0278-0, ISBN 978-81-208-0278-0

- 1896. Terminalia Chebula ... Acacia Arabica ... Cassia Auriculata ... Tanning Materials: Brief Statement of the Imperial Institute Inquiry (No. 46 in the Report on Collections for 1895-96), Showing Progress Made Up to June 15th, 1896. Agricultural Ledger 9. Ed. India Dept. of Revenue and Agriculture, 21 p.

- 1893. Linum to Oyster. Dictionary of the economic products of India 5, seis v. Asistido por numerosos contribuidores. Ed. Government Printing, India, 676 p.

## Honores
- 1901: medalla de oro Daniel Hanbury
- 1903: nombrado caballero.
- Oficial de la Academia
- Miembro correspondiente de la Royal Horticultural Society
- Miembro de la Royal Society
- 1907: presidente del Richmond Athenæum.[3]

### Eponimia
- (Iridaceae) Iris wattii Baker ex Hook.f.[4]

- (Ericaceae) Rhododendron wattii Cowan -- Notes Roy. Bot. Gard. Edinburgh 19: 163. 1936 (IK)

- (Euphorbiaceae) Antidesma wattii Hook.f. -- Fl. Brit. India [J. D. Hooker] 5(14): 366. 1887 [Dec 1887] (IK)

## Obra
- 1889–1890. Dictionary of the Commercial Products of India, 10 v. Calcuta & Londres.

- La abreviatura «G.Watt» se emplea para indicar a George Watt como autoridad en la descripción y clasificación científica de los vegetales.[5]